# Kynclovka
Kynclovka (Kinzlowka, Studánka) je zaniklá usedlost v Praze, která se nacházela ve východní části Troje v údolí při Trojské ulici. Vedla od ní pěšina vzhůru zahrádkářskou osadou až k ulici Pod Písečnou.

## Historie
V místech vinice Kynclovka je usedlost s čp. 102 doložena na katastrální mapě z roku 1840. Stála jihozápadně od usedlosti Šutka v údolí pod severním svahem při cestě do Kobylis a Bohnic a její pozemky se táhly severně do svahu. Poblíž usedlosti byla zvonička s jehlancovitou stříškou, jejíž zvonek údajně Němci za války odvezli.
Zánik
Dvůr byl zbořen ve 2. polovině 20. století.